# 新潟美咲合同庁舎

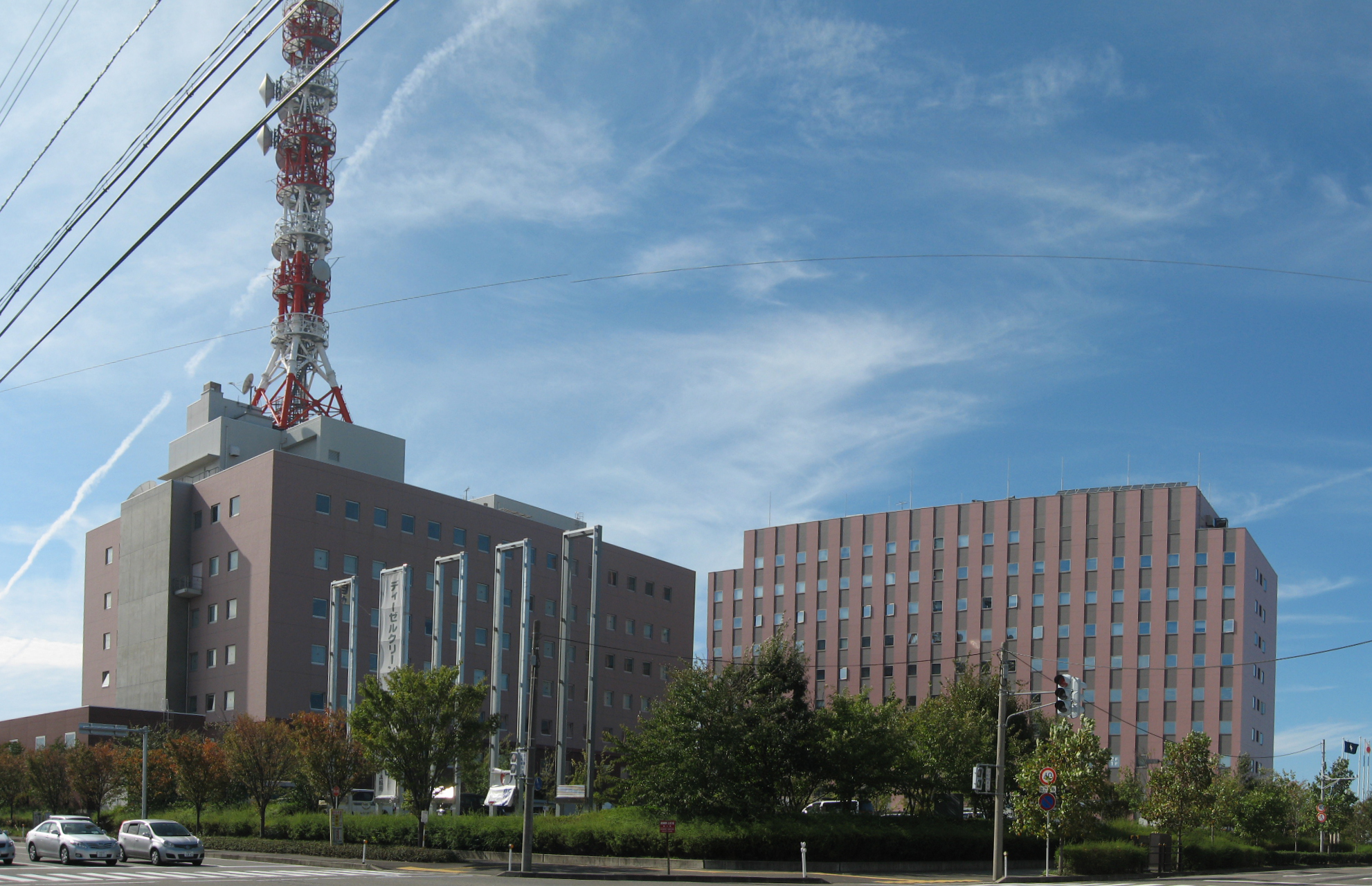
新潟美咲合同庁舎

新潟美咲合同庁舎（にいがたみさきごうどうちょうしゃ、英語：Niigata-Misaki Government Building）は、新潟県新潟市中央区美咲町にある合同庁舎。

## 概要
新潟県庁舎にほど近い新潟市中央区美咲町に国の出先機関を集約する「新潟市一団地官公庁施設計画」として1986年に立案された。
当時の新潟市内にある国の行政機関の庁舎の多くが1964年(昭和39年)の新潟地震の直後に建設されたため、老朽化が各庁舎で同時に進行。また、行政需要の変化と増大が進んでいたことからこの問題を解決し、集約化による各官署間の相互連携強化、行政サービスの利便性の向上、災害時の連携による災害対策の迅速化を目指すべく計画された。当時の新聞報道などでは霞が関になぞらえて「新潟版霞が関」と称された。
第三次官庁施設整備10箇年計画(1995～2004年)に盛り込まれ、当初は総理府、法務省、大蔵省、農水省、通産省、運輸省、労働省、建設省の一府七省のほかに裁判所など計35官署の入居を予定し、約2000人の就業人口を想定していた。
初期計画では5.5ヘクタールの敷地に、隣接する新潟県庁舎の高さ87.3mを超える、地下1階地上20階超の行政棟と裁判所棟を想定していた。後に事業費削減のため、地下1階地上15階延べ48,000平方メートルの行政棟A棟、地下1階地上10階延べ30,000平方メートルの行政棟B棟、地下1階地上8階延べ11,00平方メートルの裁判所棟という計画に変更された。総事業費は約500億円を想定していた。
「新潟第二地方合同庁舎」として1995年より用地取得が進められていたが、阪神・淡路大震災の復興対応や財政構造改革、中央省庁再編の影響を受け、紆余曲折の末2000年度に事業化。
更なる事業費削減を求められたことから再び分棟し、全5棟延べ8万5000平方メートルの計画に変更され、内閣府、総務省、法務省、財務省、厚生労働省、経済産業省、農林水産省、国土交通省、新潟地方裁判所、新潟家庭裁判所、新潟簡易裁判所、計8府省と裁判所の28官署1機関の入居を想定した計画となった。総事業費は約400億円。
現在では1号館と2号館の2棟が完成。2010年代前半には5棟全てが完成するとされていたが、2025年現在、3棟目以降の建設の予定は未定となっている。

## 1号館
新潟美咲合同庁舎1号館（にいがたみさきごうどうちょうしゃいちごうかん、英語：No.1 Niigata-Misaki Government Building）
事業費64億8000万円。
計画段階での名称は「新潟第2地方合同庁舎A棟」。基本方針の一つに『利用者へのホスピタリティーを備えた施設』が掲げられ、具体的な内容は「ユニバーサルデザインを取り入れ全ての来庁者の利用に配慮した庁舎とし、また、都市のオアシスとなるような緑溢れる広場を設け、来庁者に賑わいと潤いの場を提供する。」として施設整備が行われた。
当初計画は地下1階地上11階建て延床面積24,259㎡で、地下レベルで庁舎を結ぶことを想定していたが、事業費削減のため縮小され、全5棟を地上2階建て約200mの「エココリドール」で結ぶ計画に変更された。

### 入居官署
- 国土交通省北陸地方整備局　※白山浦から移転。旧国土交通省北陸地方整備局庁舎は後に新潟市役所白山浦庁舎として利用された。[4]
- 防衛省北関東防衛局新潟防衛事務所　※船場町から移転
- 防衛省自衛隊新潟地方協力本部　※船場町から移転

## 2号館
新潟美咲合同庁舎2号館（にいがたみさきごうどうちょうしゃにごうかん、英語：No.2 Niigata-Misaki Government Building）
事業費63億4000万円。
計画段階での名称は「新潟第2地方合同庁舎（II期）」。平成17年度の1号館完成に続いて、新潟市内に散在する国の官署を集約・合同化を目指して建設された。
1号館建設時には「エココリドール」で庁舎同士を結ぶ計画となっていたが、2号館の建設においては考慮されていない。

### 入居官署
- 財務省
  - 関東財務局 新潟財務事務所　※営所通の旧新潟財務総合庁舎から移転[9]

- 国土交通省
  - 北陸信越運輸局　※万代2丁目の旧新潟総合庁舎から移転[9]
  - 新潟地方気象台　※幸西4丁目から移転[9]
  - 第九管区海上保安本部　※万代2丁目の旧新潟総合庁舎から移転[9]

- 厚生労働省
  - 新潟労働局　※川岸町の旧新潟労働総合庁舎から移転[9]
    - 新潟労働基準監督署　※同上[9]
    - 新潟公共職業安定所　※万代3丁目から移転[9]

- 環境省
  - 関東地方環境事務所 新潟事務所　※朱鷺メッセから移転[9]

## 交通アクセス
以下は2019年3月改正時点での情報である。
- JR新潟駅より新潟交通の路線バスを利用
  - 万代口バスターミナル8番線から「S2 鳥屋野線」または「S3 水島町線」利用。
    - S30系統（美咲合同庁舎 行）の場合は終点「美咲合同庁舎」下車すぐ。平日のみ運行。
    - S31系統（西部営業所 行）および鳥屋野線の各系統（S20～S23）の場合は「出来島変電所前」下車後徒歩約3分。毎日運行。
- 青山バス停より新潟交通の路線バスを利用
  - 6番線から「美咲合同庁舎 行」（W45・W60系統）利用。終点「美咲合同庁舎」下車すぐ。平日のみ運行。

このほか、「C1 県庁線」「W1 有明線」「W2 西小針線」のうち平日朝夕のみ運行されるC13・W13・W23系統が「美咲合同庁舎」バス停に乗り入れる。